# 汝南郡
汝南郡，中國古代郡名，在今河南省、安徽省境。发源于汝南郡的知名郡姓有：汝南袁氏、汝南周氏等。

## 漢代汝南郡
秦漢之際，其地屬陳郡，於西漢初年置郡。漢高帝十一年（前196年）以陳郡置淮陽國。至遲在文帝時，汝南郡已由陳郡析置。景帝二年（前156年），置汝南國，立其子劉非為汝南王。三年（前155年），徙劉非為江都王，汝南國除為郡。武帝元朔五年（前124年），削淮陽國之期思、弋陽二縣屬汝南。宣帝元康三年（前63年），又得淮陽郡長平縣。成帝元延三年（前10年），封淳于長為定陵侯，置定陵侯國，屬汝南郡。又以新汲縣屬潁川郡。元延、綏和之際（前12年—前8年），汝南郡領三十七縣：平輿、陽安、陽城、強、富波、女陽、鮦陽、吳房、安成、南頓、朗陵、細陽、宜春、女陰、新蔡、新息、灈陽、期思、慎陽、慎、召陵、弋陽（今潢川县）、西平、上蔡、西華、長平、宜祿、項、新郪、歸德、新陽、安昌、安陽、博陽、成陽、定陵。郡治在平輿（今河南省平輿縣北），屬豫州刺史部。轄境大致相當於今河南東南部、安徽阜陽一帶。
西漢汝南郡太守
- 鄭當時（？─前120年）
- 蟲皇柔（？─前115年）
- 劉虔（宣帝时）
- 燕倉（宣帝时）
- 嚴訢（前14年在任）
- 孫寵（成帝末年）
- 馬宮（成帝、哀帝时）[1]

东汉建武二年（26年），改寢縣為固始縣；三十年（54年），長平、西華、新陽、扶樂（新置）四縣屬淮陽國。永平十五年（72年），汝南郡為汝南國，封皇子劉暢為汝南王。建初四年（79年），國除為郡。順帝時領三十七縣：平輿、新陽、西平、上蔡、南頓、汝陰、汝陽、新息、北宜春、強、灈陽、期思、陽安、項、西華、細陽、安成、吳房、鮦陽、慎陽、慎、新蔡、安陽、富波、宜祿、朗陵、弋陽、召陵、征羌、思善、宋、襃信、原鹿、定潁、固始、山桑、城父。建安十八年，曹操析汝南郡之城父及沛郡數縣置譙郡。又析汝南郡、江夏郡置弋陽郡。
東漢汝南郡太守
- 寇恂（27年─31年）
- 歐陽歙（31年─39年）
- 鄧晨（？─43年）
- 韓崇（明帝时）
- 鮑昱（？─74年）
- 何敝（90年在任）
- 張敏（99年在任）
- 梁湛（安帝初年）
- 李法（安帝時）
- 王龔（122年─126年）
- 王堂（永建、陽嘉年間）
- 李倀（順帝时）
- 胡廣（永和年間）
- 梁乾（？─142年）
- 謁煥（順帝、桓帝之際）
- 邵夔（桓帝初年）
- 李暠（桓帝時）
- 尹勳（延熹年間）
- 宗資（桓帝時）
- 宗俱（桓帝末年）
- 劉翊（靈帝初年）
- 趙謙（184年在任）
- 楊奇（？─189年）
- 徐璆（192年在任）
- 孫香（197年在任）
- 荀攸（197年在任）
- 李通（200年在任）
- 滿寵（208年─220年）
- 劉虔（不知何帝時）
- 第五常（不知何帝時）[1]

西晉太康中（284年）汝南郡領十五縣：新息、南安陽、安成、慎陽、北宜春、朗陵、陽安、上蔡、平輿、灈陽、定潁、南頓、汝陽、吳房、西平。惠帝時分汝南郡置南頓國。永嘉時汝南郡沒入後趙。北魏時汝南郡治上蔡，屬豫州。北周曾一度改豫州為舒州、溱州、蔡州。

## 隋代汝南郡
隋朝大業三年（607年）改蔡州置汝南郡，改郡治上蔡為汝陽，領汝陽、城陽、真陽、新息、襃信、上蔡、平輿、新蔡、朗山、吳房、西平十一縣。唐初復置豫州。
隋朝汝南郡太守
- 何休嗣（大业年间）
- 元某（天宝年间）

## 唐代汝南郡
天宝元年（742年）改豫州为汝南郡。下辖汝阳县、上蔡县、真阳县、新蔡县、褒信县、新息县、朗山县、郾城县、吴房县、平舆县、西平县，乾元元年（758年）又改豫州。宝应初又改为蔡州。
唐朝汝南郡太守
- 杨仲嗣（746年）
- 田琦（天宝年间）
- 董思简（天宝年间）
- 杨献（天宝年间）
- 李遵（753年）
- 薛愿（755年）
- 来瑱（756年，未任）
- 武令珣（756年，叛首燕帝安禄山所任）[6]